# 大渤海

大渤海帝國

大渤海（1116年1月—1116年5月），又称大元国，是在辽朝灭亡渤海国后，渤海人试图反抗辽朝控制，由头领高永昌组织起义而建立的国家。
辽天庆六年（1116年），东京（今中国辽宁省辽阳市）渤海人杀死东京留守起事，东京裨将高永昌乘机率戍卒3000人反辽，驱逐大公鼎、高清明等东京官员，占据东京，自称大渤海皇帝，建国号大元国，建年号隆基，攻占辽朝东京道五十余州。辽天祚帝派萧韩家奴、张琳率军讨伐高永昌。高永昌向北面新兴的金朝求援，金太祖完颜阿骨打以增援为名，占领东京地区。金军乘机从背后攻击辽军，辽军大败。金太祖命令高永昌取消帝号，高永昌不听，金太祖便击败高永昌的渤海军，占领东京，擒斩高永昌。从此，辽东京道54州归入金朝。自此，渤海国亡国后的一系列复兴运动都以失败告终。